# Strine
Strine – australijski slang, nazwa została wymyślona przez Alastaira Morrisona, autora opublikowanej w 1964 książki pt. Let Stalk Strine, w której żartobliwie opisana jest charakterystyczna wymowa – tzw. Broad Australian English z niewyraźnie mówionymi słowami i ucinanymi końcówkami. Samo słowo strine to niewyraźnie powiedziane słowo Australian.
W 1964 angielska pisarka Monica Dickens podpisywała swoje książki w jednej z księgarń w Sydney, kiedy jakaś kobieta podała jej książkę, mówiąc Emma Chisit? Dickens, która nie rozumiała dobrze australijskiego akcentu, wpisała do książki dedykację To Emma Chisit (Dla Emmy Chisit). W rzeczywistości Australijka zapytała Dickens, ile kosztuje jej książka, mówiąc w bardzo niewyraźny sposób How much is it?  (Ile to kosztuje?). Zainspirowany tym wydarzeniem australijski pisarz Alastair Ardoch Morrison napisał piosenkę w strine pt. „With Air Chew” (Without You – Bez Ciebie), a następnie, pisząc pod pseudonimem Afferbeck Lauder (co z kolei jest zniekształconym Alphabetical Order – Porządek Alfabetyczny) książkę pt. Let Stalk Strine (fonetycznie czytane Let's talk strine czyli Mówmy w strine). Po sukcesie pierwszej książki Ardoch Morrison napisał jeszcze Nose Tone Unturned (1967), a następnie Fraffly Well Spoken (1968), i Fraffly Suite (1969), które w równie humorystyczny sposób opisywały zniekształcony angielski używany przez wyższą klasę.
Obecnie samo wyrażenia strine odnosi się nie tylko do charakterystycznego akcentu, ale także do potocznie używanego w życiu slangu z charakterystycznym słownictwem.
Za mistrza strine uchodził Steve Irwin.

## Przykładystrine
- let stalk strine – let's talk Australian (mówmy po australijsku)
- ease dregs – Easter eggs (jajka świąteczne, pisanki)
- oy lah few – I love you (kocham cię)
- less jar soap – let's just hope (miejmy nadzieję)